# Eric von Post

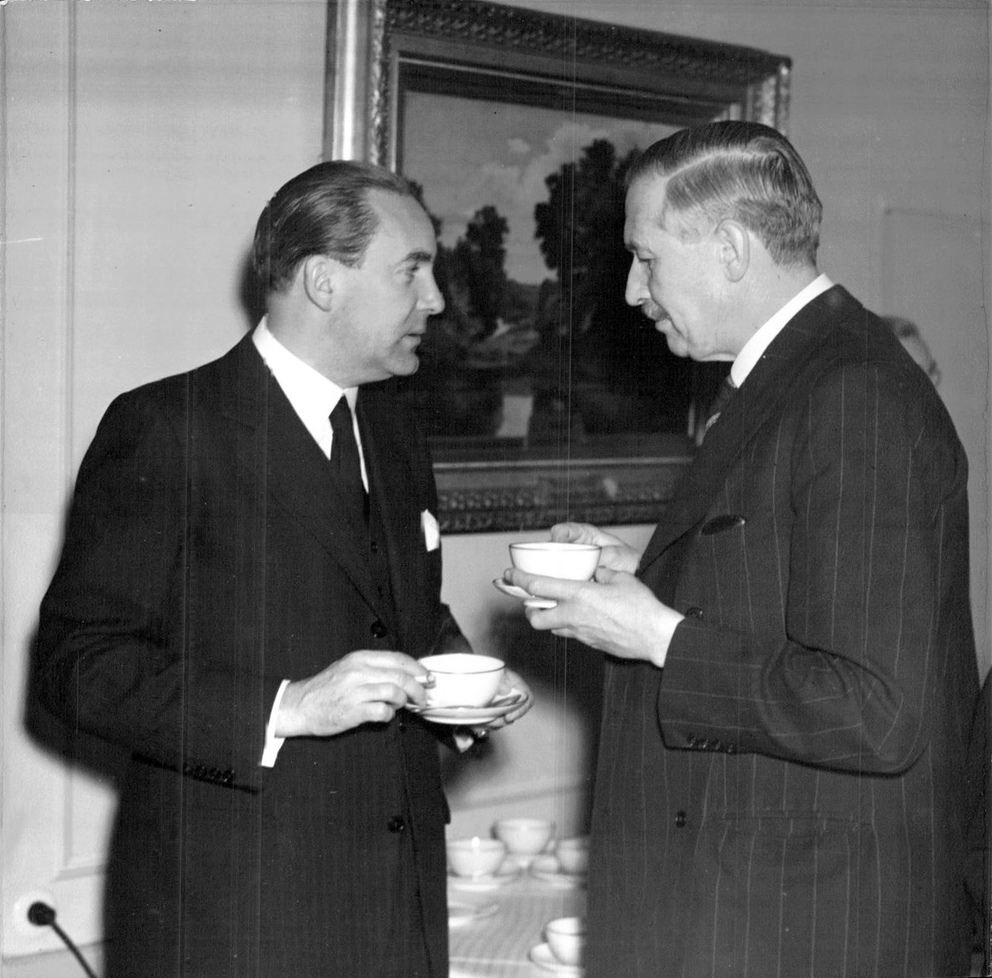
Eric von Post (till vänster) i samspråk med Storbritanniens ambassadör Victor Mallet.

Claës Eric Axelsson Thuröe von Post, född 31 oktober 1899 i Trelleborg, död 22 januari 1990, var en svensk diplomat och poet.

## Biografi
Eric von Post var son till major Axel von Post och Ingeborg Thuröe. Åren 1921–1923 var han reservofficer, under det att han studerade vid Uppsala universitet, där han blev filosofie kandidat 1922 och juris kandidat 1924, samt studerade vid universitetet i Paris och Columbia university. 
År 1924 anställdes han vid utrikesdepartementet och var 1925–1928 attaché i Paris, New York, London och Wien. År 1928 återkom han till Sverige och tjänstgjorde vid UD, där han blev andre sekreterare 1930. Under de närmaste åren utnämndes till han till legationsråd och sändes ut på flera uppdrag, bland annat till Oslo, Bryssel och Haag, Warszawa samt Berlin. Åren 1944–1946 var han utrikesråd och chef för den politiska avdelningen vid UD. Han var Sveriges envoyé i Ankara i Turkiet 1946–1951 och i Warszawa 1951–1956. Därefter var han Sveriges ambassadör i Rom 1956–1965. Han hade dessutom särskilda uppdrag vid internationella konferenser
Eric von Post är författare till flera poesisamlingar och en reseskildring vid namn Strövtåg i Istanbul (1953). Till hans främsta diktsamlingar hör Ramazan (1955) och Trevanden (1976). I sin poesi är han djupt influerad av både antikens värld och sufismen, i synnerhet den persiske poeten Jalal al-din Rumi.
Även som diplomat sysslade han med konst och litteratur. Vid litterära och konstnärliga konferensen i Rom 1928, då Bernkonventionen reviderades, var han sekreterare, och ingick i Kulturrådet.
Han var gift med friherrinnan Brita Palmstierna. Makarna är begravda på Kärrbo gamla kyrkogård.

## Utmärkelser
- Kommendör med stora korset av Nordstjärneorden, 6 juni 1962.[5]